# Trichiohelcon rufoniger
Trichiohelcon rufoniger är en stekelart som först beskrevs av Turner 1918.  Trichiohelcon rufoniger ingår i släktet Trichiohelcon och familjen bracksteklar. Inga underarter finns listade i Catalogue of Life.